# 岡崎空襲

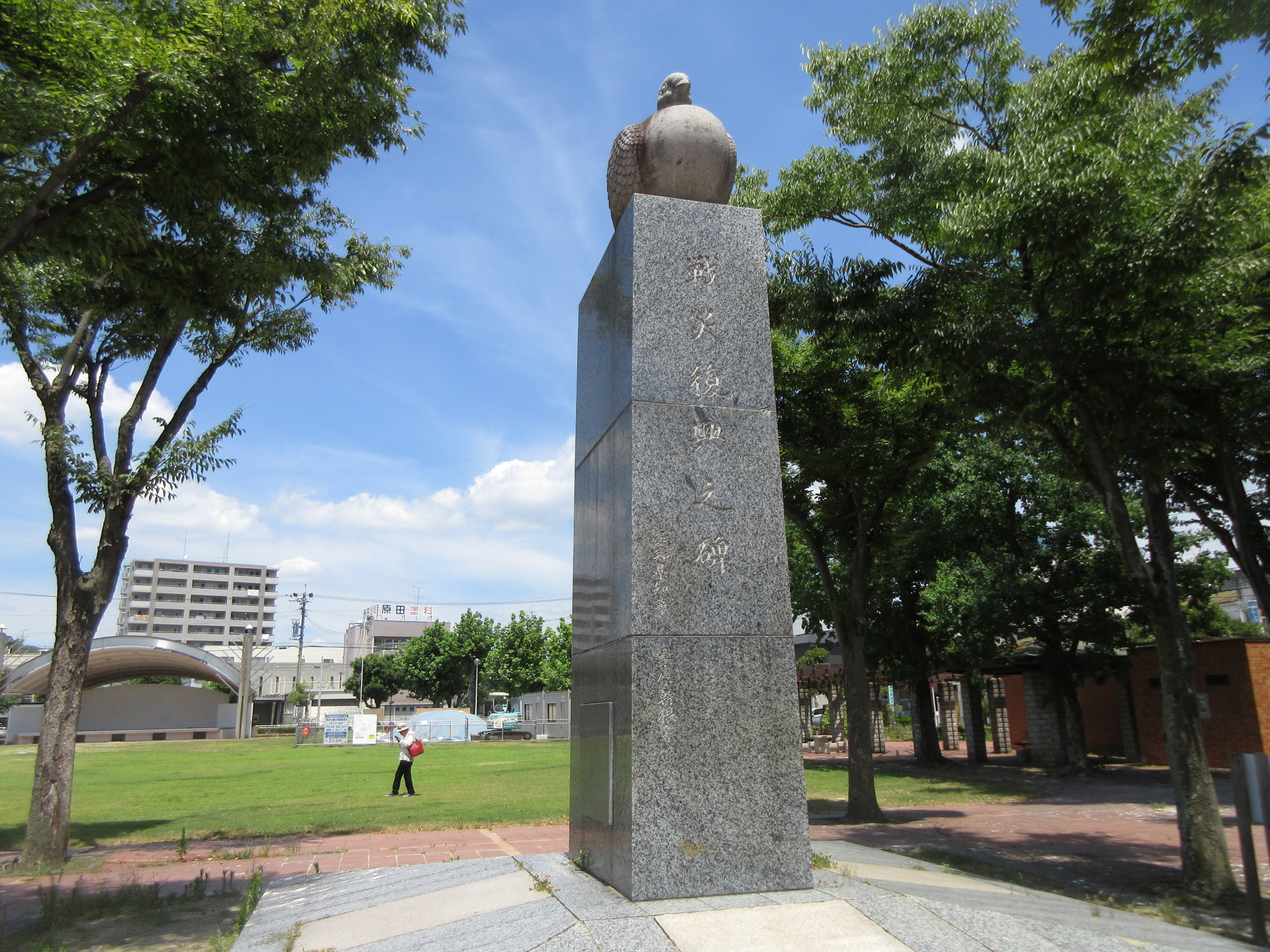
籠田公園にある「戦災復興之碑」。設計は愛知学芸大学の近藤鎰郎講師。

岡崎空襲（おかざきくうしゅう）は、第二次世界大戦末期の1945年（昭和20年）7月19日未明から20日にかけてアメリカ軍によって行われた愛知県岡崎市への大規模な空襲、また岡崎市を目的として行われた空襲の総称。総計90機による約1時間半にわたる波状攻撃、午前4時ごろ警報解除。
同日には、福井県福井市（福井空襲）、茨城県日立市（日立空襲）、千葉県銚子市（銚子空襲）、兵庫県尼崎市の日本石油関西精製所への爆撃も行われている。
この空襲における死者数は長らく207名とされてきたが、「岡崎空襲を記録する会」の調査結果を踏まえ、2016年（平成28年）7月に岡崎市は「280名」という見解を発表した。

## 背景
1945年（昭和20年）1月5日5時20分頃、岡崎市は初めて米軍による爆撃を受けた。この時は、B-29爆撃機一機が洞町に焼夷弾を投下し、8戸250坪を焼いただけだった。1月9日には、B-29爆撃機三機が岡崎上空に侵入した。さらに5月14日8時50分頃、再び洞町に焼夷弾が投下され、2戸50坪が全焼した。
6月に入ると、57の地方都市が爆撃目標として設定され、岡崎市もリストに加わった。このほか、岐阜市、一宮市、桑名市、大垣市といった名古屋市周辺の都市も含まれた。アメリカ合衆国戦略爆撃調査団の報告書『名古屋市爆撃の効果』（名古屋市鶴舞中央図書館訳）には、これらの衛星都市を爆撃することで、第一に国民の戦意を打ち砕き、第二に産業を破壊することで労働力の拡散や士気を挫くことが目的に挙げられている。また、『岡崎市爆撃に関するカーチス・E・ルメー司令官の報告書』（小田孝平編・小田博訳）によれば、名古屋の大工場の下請工場が多くある岡崎を爆撃することで「補助的小工業を破壊」することに目標を置いていたとしている。

## 空襲

### 爆撃
7月19日9時、P-51の編隊が西三河に現れ、銃撃を行った。同日、米軍第20空軍より岡崎市爆撃（飛行番号280）の命令が下り、第314航空団のB-29爆撃機126機がグアム島のマリアナ基地グアム北飛行場を飛び立った。58（福井）、73（日立）、313（銚子）の各航空団とともに北上し、硫黄島から14,000-15,400フィートをとって紀伊半島から伊勢湾に侵入、20日0時過ぎに岡崎市上空に達した。当時、上空は雲に覆われていたという。
航空団は0時52分から2時10分にかけて爆弾を投下した。投弾高度は3,900メートルで、焼夷弾を中心に12,506発が投下された。爆撃は、まず明大寺町、そして大西町などの市周辺部に焼夷弾が投下され、次いで中心部に投下された。この爆撃で、連尺町や康生町などの中心部を焼き尽くし、10時頃まで燃え続けた。
20日早朝から菅野経三郎市長らが岡崎市役所に詰め、非被災地区の日名、元能見、大平、羽根などの地区に対し、7時30分までに握り飯3万食を供給することを命じた。また、被災者に対する手ぬぐいや肌着などの供給も開始した。同日12時30分ごろには、米軍P-38戦闘機が8機襲来し、市民に機銃掃射を浴びせた。

### 被害
人的被害は、死者207名（当初発表）、行方不明者13名、被災者32,068名にのぼった。のち「死者280名」に修正。
建物の被害は、全壊7,312戸、半壊230戸にのぼった。当時の岡崎市の戸数は約2万戸だったことから、3分の1以上が焼失したことになる。県立岡崎病院、岡崎市立図書館、岡崎商工会議所、愛知第二師範学校、愛知県岡崎中学校、岡崎市立高等女学校、徳王神社、三河別院、龍海院、大林寺、極楽寺、誓願寺、岡崎高等師範学校、連尺国民学校、男川国民学校、羽根国民学校などが焼失した。岡崎天満宮、松應寺、三島国民学校、根石国民学校もほとんどが焼けた。
一方で、市役所は数十発の焼夷弾を受けながら、待機していた市吏員から成る「自衛団」の機転によって焼失を免れた。名鉄岡崎市内線は、車両14両中7両（単車6両、散水車1両）と岡崎車庫を焼失し甚大な被害を被った。
米軍の『岡崎市爆撃に関するカーチス・E・ルメー司令官の報告書』によれば、建造地域0.95平方マイル（2.5平方キロメートル）のうちの0.65平方マイル（1.7平方キロメートル）と、それ以外の地域0.03平方マイル（0.08平方キロメートル）が破壊されたとされる。このうち、住宅地域0.85平方マイル（2.2平方キロメートル）のうちの0.60平方マイル（1.6平方キロメートル）、工業地域0.10平方マイル（0.26平方キロメートル）のうちの0.05平方マイル（0.13平方キロメートル）が破壊された。一方で、攻撃目標となっていた海軍岡崎飛行場や日清紡績針崎工場、「有望な重工業」は損害を受けなかった。
20日中に軍司令部より空襲の発表があった。この時の米軍B-29「約80機」という数字は、市役所関係者が爆撃の中でとっさに推定したもの。

## 復興
1945年
路面電車名鉄岡崎市内線は1週間で復旧した。復旧時は残された車両での運用が続いたが、名古屋市電から車両を5両購入し、名鉄モ90形電車として投入した。焼け跡にはバラックが次々と建てられ、東岡崎駅前、モダン通り、松本町に青空市場が開設された。
1946年
7月、東岡崎駅前のバラック店舗が八幡町に約200軒移転した。また、松本町の松應寺には松應寺盛り場商店街が開いた。9月には康生町に岡崎セントラルアーケードや、国勢チェーンストアが開業するなど、賑わいを取り戻していった。
9月11日、特別都市計画法が公布され即日施行される。岡崎市は「戦災都市」指定を受ける。これにより罹災地域60万坪のうち45万坪を対象とする戦災復興土地区画整理事業を計画した。岡崎市では、愛知県が土地区画整理や住宅移転を行い、市が街路、上下水道、ガスの敷設や、緑地の整備などを執行することとなった。1946年度より5ヵ年計画で4677万4000円をかけて計画を実行し、そのうちの8割を国庫から拠出し、残りが県と市に均等に割り振られた。
1947年
1月20日、土地区劃整理委員会の委員の選挙が行われる。委員長に太田光二が就任。
1949年
2月、GHQ経済顧問のジョゼフ・ドッジがドッジ・ラインを発表。これにより国庫負担が8割から5割に減額されたため、一次施行地域（37万6000坪）を設定した。二次施行地域とされた7万4000坪は被害の少なかった地域だったが、一次施行地域を40万坪に拡大した。このほか、幹線道路を40mから30mに、街路の最小復員を6mから4mに変更した。また、住宅建築については焼失した建物の89%を再建し、一次計画のうち約8割を完成させた。
6月27日、戦災都市の中で最も速やかな復興を成し遂げたことから、全国の「戦災復興モデル都市」の指定を受けた。
1950年代
1950年（昭和25年）4月 - 空襲被災で豊川市に移転した愛知第二師範が復帰。前年に発足した愛知学芸大学豊川分校も岡崎分校として移転する。
1952年（昭和27年）7月10日、戦後復興に関し、長岡市と名古屋市とともに建設大臣表彰を受けた。この年の5月2日、新宿御苑で第1回全国戦没者追悼式が行われるが、それを受けて7月13日、岡崎市でも戦没者2,130名の合同慰霊祭が愛知学芸大学体育館で執り行われた。
1953年（昭和28年）度末までに一次施行計画はほぼ完了した。名鉄岡崎市内線は、岡崎殿橋駅～能見町駅の間で軌道の移設が行われ、本町通りの拡幅にともない岡崎殿橋駅～康生町駅間が複線化された。また、東岡崎駅前に駅前広場が整備された。1954年度（昭和29年）からは残りの事業を岡崎市が単独で行い、1958年度（昭和33年）にすべての事業を完了した。総事業費は2億2600万円で、当初計画の5倍弱を費やした。このうち、国が9700万円、県が2300万円を負担した。
1957年（昭和32年）11月、戦災復興祭が開かれた。
1958年（昭和33年）4月10日、午前10時30分、岡崎市戦災復興事業完成記念式典が挙行される。籠田町の籠田公園に「戦災復興之碑」が建立され、戦災復興は一つの区切りを迎えた。なお、この日岡崎公園では午後2時に岡崎城の復元工事の地鎮祭が行われた。

## 復興終了後
1962年（昭和37年）、法務施設の郊外移転が始まる。
1972年（昭和47年）7月19日、岡崎市の主催する「第1回岡崎市戦没者及び戦災死者追悼式」が岡崎市民会館で開催された。以降、毎年7月19日または7月20日に式典が同会館で行われることとなった。
2011年（平成23年）7月、「岡崎市戦没者及び戦災死者追悼式」の名称が「岡崎市平和祈念式」に変わった。
1977年（昭和52年）7月20日、シビコ西広場に慰霊碑が建立された
2016年（平成28年）7月1日、岡崎市は「岡崎空襲を記録する会」の調査結果を踏まえ、それまで「207名」とされてきた死者数を「280名」とすることを発表した。
2017年（平成29年）7月19日、市民団体「岡崎空襲の慰霊碑をまもる会」はシビコ西広場で行った市民慰霊祭で、犠牲者280人の名簿を初めて配布した。

## ギャラリー

### 焼失した建造物
- 県立岡崎病院
- 岡崎市立図書館
- 愛知県岡崎中学校
- 岡崎市立高等女学校
- 愛知第二師範学校
- 三島国民学校
- 岡崎天満宮
- 龍海院

### 戦後復興
- 焼け跡にたたずむ菅野経三郎市長
- 旧康生町付近（1950年撮影）
- 西康生通り（1950年撮影）
- 本町通り（1950年撮影）
- 岡崎市戦災復興事業完成記念式典（1958年4月10日）
- シビコ西広場にある慰霊碑（1977年7月20日建立）
- 復興で拡幅された連尺通り